# 諾斯波特 (密歇根州)
諾斯波特（英語：Northport）是位於美國密歇根州利勒諾縣利勒諾鎮區的一個村。

## 人口
根據2020年美國人口普查的數據，諾斯波特的面積為4.28平方千米，當中陸地面積為4.27平方千米，而水域面積為0.01平方千米。當地共有人口496人，而人口密度為每平方千米115人。